# 網走市警察
網走市警察（あばしりしけいさつ）は、かつて存在した北海道網走市の自治体警察。

## 概要
旧警察法の施行で、従来の北海道警察部（旧北海道庁警察部）が解体され、1948年（昭和23年）3月7日に網走市警察署が設置された。
1954年（昭和29年）に、それまでの旧警察法を全面改正する形で新警察法が公布された。これにより国家地方警察と自治体警察が廃止され、新たに都道府県警察として北海道警察が発足。そのため、網走市警察も北海道警察に統合され、姿を消した。